# Dipyxis viegasii
Dipyxis viegasii är en svampart som först beskrevs av Jørst., och fick sitt nu gällande namn av Cummins & J.W. Baxter 1967. Dipyxis viegasii ingår i släktet Dipyxis och familjen Uropyxidaceae.   Inga underarter finns listade i Catalogue of Life.